# ایان فیتزگیبون
ایان فیتزگیبون (انگلیسی: Ian Fitzgibbon؛ زادهٔ ۱۹۶۲) کارگردان تلویزیونی، فیلم‌نامه‌نویس و بازیگر اهل جمهوری ایرلند است.
از فیلم‌ها یا مجموعه‌های تلویزیونی که وی در آن‌ها نقش داشته‌است، می‌توان به مرگ یک ابرقهرمان، پاداش پریر، بطری بازی و تربیت‌یافته توسط گرگ‌ها اشاره نمود.